# Onze Lieve Vrouw Tenhemelopnemingkerk (Borculo)
De Onze Lieve Vrouw Tenhemelopnemingkerk is een rooms-katholieke kerk in de Nederlandse plaats Borculo. Op dezelfde locatie verrees in 1844 de eerste kerk, waardoor katholieken in Borculo hun eigen kerk kregen. Deze had eveneens de naam Onze Lieve Vrouw Tenhemelopnemingkerk. Deze kerk vertoonde na enkele decennia verval en er werd toe besloten tot bouw van een nieuwe kerk. Om de jaren van de bouw te overbruggen werd aan de overzijde van de straat een noodkerk gebouwd. De nieuwe kerk kon gebouwd worden dankzij een financiële tegemoetkoming van de familie Van Dorth tot Medler. De kerk is in de jaren 1882 - 1883 gebouwd naar ontwerp van Alfred Tepe. Bij de inzegening op 13 mei 1883 kreeg de kerk Maria als patroonheilige. 
De kerk is gebouwd als pseudobasiliek. De kerktoren, waar in de voorzijde een grote spitsboogvenster is verwerkt, bevat een ingesnoerde naaldspits. De overige ramen zijn ook geplaatst in spitsboogvensters en zijn voorzien van glas in lood. In de kerk zijn kruiswegstaties aanwezig, die overgenomen zijn uit de oude kerk.
In 1925 leed het gebouw schade tijdens de Stormramp van 1925, waarbij de kerk onder andere de torenspits verloor. De kerk is aangewezen als gemeentelijk monument.